# Interview (2003)
Interview is een Nederlandse film van Theo van Gogh uit 2003 met in de hoofdrollen Katja Schuurman en Pierre Bokma
De film is gebaseerd op een origineel scenario van Theodor Holman dat was geïnspireerd door een idee van Hans Teeuwen. Interview kostte ongeveer 90.000 euro en bracht 43.995 euro op. Er kwamen 7.865 bezoekers (bron: Filmproducenten Nederland).

## Verhaal
Politiek verslaggever Pierre Peter is woedend. Hij beschouwt zichzelf als een topjournalist van een kwaliteitskrant, maar zijn hoofdredacteur heeft hem weggehaald en op een zijspoor gezet. In plaats van dat hij in Den Haag getuige is van de val van het kabinet, moet hij een soapsterretje interviewen, ene Katja. Tot overmaat van de ramp is het meisje ook nog eens te laat. Hoewel Katja en Pierre gewend zijn aan interviews hebben zij er allebei een andere kijk op. Voor Katja zijn interviews oppervlakkig met journalisten die alleen zijn geïnteresseerd in haar uiterlijk of haar relaties. Pierre daarentegen is gewend aan diepteinterviews met politici. Hij is eigenlijk totaal niet geïnteresseerd in Katja. Aanvankelijk lijken de twee volkomen langs elkaar heen te praten en loopt de spanning op. Langzaam aan ontdooien de twee en komt het tot een toenadering. Maar het wantrouwen blijft. Als Pierre ziet dat Katja makkelijk emoties kan simuleren, twijfelt hij aan haar bekentenissen. Katja aan de andere kant vindt Pierre aardig, zeker omdat hij ook over zichzelf wil praten, maar is hij echt zo of heeft hij een dubbele agenda? Dan vindt Pierre in een onbewaakt ogenblik het dagboek van Katja. Hij leest haar ontboezemingen en wordt nieuwsgierig naar de mens achter de soapster.

## Rolverdeling
- Katja Schuurman als Katja
- Pierre Bokma als Pierre
- Theo Maassen als Theo
- Ellen ten Damme als Ellen
- Michiel de Jong als soapie
- Tinoes Fenanlamrer als agent
- Monique Meijer als agent

## Scenario
In een interview met de Filmkrant onthulde Van Gogh hoe hij op het basisidee voor de film kwam. Cabaretier Hans Teeuwen zei tegen hem, "Je moet een film maken, waarin Katja Schuurman door een interviewer wordt verleid". Van Gogh vroeg vriend en schrijver Theo Holman om het idee uit te werken in een scenario. Holman schreef het scenario in tien dagen. Van Gogh had vier wensen: hij wilde dat de rollen tussen interviewer en geïnterviewde ietwat omgedraaid werden; Pierre Bokma moest de rol van journalist spelen; en er moesten drie wendingen in het scenario komen, waarbij het personage Katja de overhand moest krijgen. Bij het schrijven van het scenario had Holman Raymond van den Boogaard voor ogen voor het personage Pierre.

## Acteurs
Van Gogh maakte een gewaagde keuze door Katja Schuurman tegenover Pierre Bokma te zetten, de televisiester tegenover de grote toneelacteur. Hij daagde Bokma uit door te zeggen dat hij "waardeloos was voor de camera en eindelijk de kans kreeg te bewijzen dat hij wel in een film kon spelen" (Filmkrant juni 2003). Katja Schuurman wist hij in de goede stemming te brengen door te zeggen dat ze nu wraak kon nemen op de pers. Ze mocht zeggen wat ze wilde. Hij wilde dat Schuurman een cocaïnesnuivende en wat wanhopige soapster zou spelen. Van Gogh wilde de grote acteur van toneel confronteren met de koningin van de soap, de confrontatie tussen de elite en de massacultuur. Maar hoewel de film dicht tegen de echte Katja Schuurman en Pierre Bokma aanschurkt, spelen beide acteurs toch rollen. Om dit te benadrukken draagt Katja Schuurman in de film een blonde pruik, volgens Van Gogh in de Filmkrant speelt ze een cliché van zichzelf, de fantasie van Holman.

## Productie
Producent Gijs van de Westelaken onderhandelde met de Humanistische Omroep over de financiering. Uiteindelijk zegde men 90.000 euro toe, maar dit moest Van Gogh zelf voorfinancieren. Van Gogh betaalde de acteurs 4500 euro, terwijl hijzelf, Theo Holman en Van de Westelaken voor niets werkten. De film werd in vijf nachten opgenomen in het toenmalige appartement van Katja Schuurman. De actrice reed tijdens de opnames per ongeluk een auto tegen haar eigen huis aan. De beelden van het incident zijn in de film gehandhaafd. Tijdens de opnames werd veel geïmproviseerd op basis van het scenario.

## Vervolg
Hoewel de film in Nederland amper 8000 bezoekers trok, ontwikkelden Van Gogh en producent Gijs van de Westelaken internationale plannen voor Interview. Zowel een op Amerika als een op India gerichte remake werden gepland, beide onder regie van Van Gogh. Voor de Amerikaanse versie werd de zangeres/actrice Madonna benaderd, die echter afzegde. Uiteindelijk maakte Steve Buscemi de Amerikaanse versie van Interview waarin hij zelf naast Sienna Miller de hoofdrol speelde; deze film is in 2007 in roulatie gegaan. In 2011 verscheen er ook een versie in het Hindi.